# Beatriz Fernández Ibáñez
Beatriz Fernández Ibáñez (Santander, Cantabria, 19 de marzo de 1985), más conocida como Beatriz Fernández o Bea Fernández, es una exjugadora española de balonmano que jugó en el Club Polideportivo Goya Almería, el Balonmano Sagunto, el Club Balonmano Mar Alicante, el Balonmano Bera Bera y el CJF Fleury Loiret Handball.
Fue internacional absoluta con la selección española, con la que logró la medalla de bronce en los Juegos Olímpicos de Londres 2012, además de una plata en el Campeonato Europeo de 2008 y de otra plata en el Europeo de Hungría y Croacia 2014. Con la selección también ha disputado otros Campeonatos del Mundo y de Europa, siendo la décima jugadora con más internacionalidades en la historia de la selección con 173 encuentros.
Ganó con el Balonmano Sagunto la Copa de la Reina en la temporada 2007-08, además de la Copa ABF esa misma temporada. Después de estos éxitos fichó por el Club Balonmano Mar Alicante durante dos temporadas y más tarde por el Balonmano Bera Bera otras dos. En la temporada 2012/13 decidió fichar por el CJF Fleury Loiret Handball de la liga francesa, club con el que consiguió varios títulos.

## Trayectoria

### Goya Almería
En la temporada 2005/06, con el Vícar Goya Almería Jarquil disputó la XXVII Copa de la Reina, pero fueron eliminadas en los cuartos de final por el Astroc Sagunto. El equipo estaba entrenado por José Luis Herrera y en la Liga acabaron en séptimo lugar, siendo precisamente este año el 25.º Aniversario de la fundación del Club, por lo que el club fue galardonado con el Premio Nacional de Balonmano.

### Sagunto
Fichó al comienzo de la temporada 2006/07 por el histórico Astroc Sagunto. Perdieron la final de la Copa ABF en León contra el equipo anfitrión por 25-26. Posteriormente cayeron en la Liga de Campeones ante el potente equipo danés Aalborg DH, debiendo disputar la Copa EHF, de la que también fue eliminado en octavos por el subcampeón, el Ikast Bording. En la Copa de la Reina disputada en La Eliana (Valencia) fue semifinalista, perdiendo ante el Cementos La Unión Ribarroja. En la Liga fueron finalmente segundas. Tras perder al principal patrocinador, su equipo comenzó la temporada 2007/2008 con el nombre de Balonmano Sagunto, hasta que comenzó el nuevo patrocinador, Parc Sagunt. Esta temporada fueron eliminadas de la Liga de Campeones en la primera ronda y tuvieron que disputar la Copa EHF, en la que llegaron a dieciseisavos de final. Sin embargo ganaron la Copa ABF, y la Copa de la Reina, la primera ante el Cementos La Unión Ribarroja y la Copa ante el Bera Bera.

### Mar Alicante

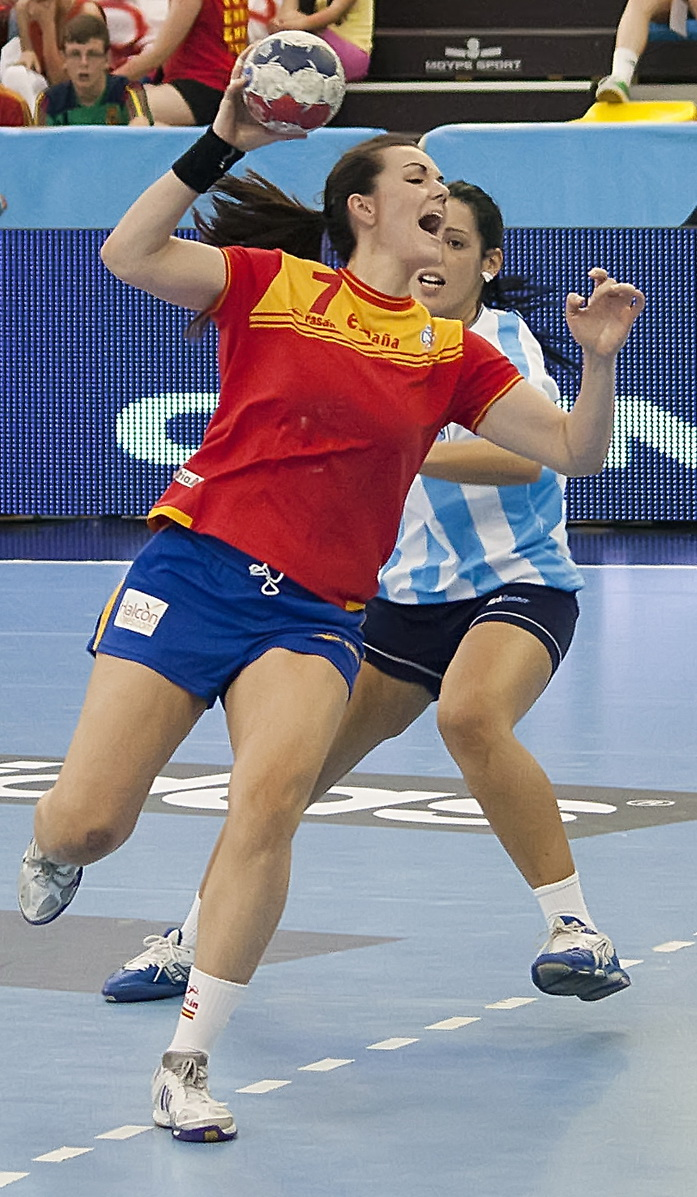
Beatriz ante Argentina en el Torneo Preolímpico.

Con el Club Balonmano Mar Alicante estuvo a las órdenes de Esteban Roig, y disputó en su primer año (2008/09) la Copa de la Reina, pero fueron eliminadas en cuartos de final ante el Elda Prestigio por 24-25. Fueron quintas en la liga, lo que proporcionó una plaza en la Copa EHF. Al siguiente año ficharon a Dara Calvalho, Nuria Benzal y Verónica Verdú para disputar el Mar Alicante por primera vez una competición europea. El partido las enfrentó ante el ZRK Kikinda, contra el que perdieron por tres goles en el cómputo de los dos partidos. En la Copa de la Reina llegaron a la final tras eliminar al Elda Prestigio y al CLEBA León. Sin embargo el Itxako ganó la final por 33-28. En la Liga fueron cuartas, volviendo a conseguir plaza europea, en esta ocasión en la Recopa de Europa.

### Bera Bera
Con el Balonmano Bera Bera disputó la temporada 2010/11 y la siguiente. En la primera, fueron quintas en la Liga y campeonas de la Copa del País Vasco. En la temporada 2011/12 disputaron la Copa EHF, pero perdieron en dieciseisavos ante el Lada por siete goles en el cómputo total de la eliminatoria. En dicha competición Beatriz anotó 20 goles para su equipo. Además fueron subcampeonas de la Liga y también de la Copa de la Reina cayendo en ambas ocasiones ante la Sociedad Deportiva Itxako.

### Fleury
En mayo de 2012 se anunció que el CJF Fleury Loiret Handball había fichado a la jugadora por las siguientes dos temporadas, coincidienso así con las también internacionales españolas Nely Carla Alberto, Marta López y Marta Mangué. En febrero de 2013 disputó la Copa de la Liga francesa, en la cual llegaron hasta las semifinales, donde fueron eliminadas por el Handball Cercle Nimes por 34-24 y obteniendo el subcampeonato de Liga, tan solo superadas por el potente Metz Handball de su compañera Lara González Ortega.
La siguiente temporada, de nuevo con el CJF Fleury, supone el debut de Bea con este club en la Champions League, aunque cayeron en el último partido de la clasificación ante el conjunto macedonio del ŽRK Vardar y no pudieron estar en la liguilla de grupos. Además esta temporada resulta aún más positiva que la primera, ya que el club gana la Copa de Francia tras ganar por 20-18 al Issy Paris Handball, y es finalista en la Copa de la Liga, perdiendo ante el Metz Handball por 25-20. Sin embargo, este año el equipo acaba cuarto en liga no pudiendo clasificarse para la Champions League.
En la temporada 2014/15, el equipo hace una histórica campaña al ganar la Copa de la Liga femenina al Union Mios Biganos-Bègles Handball por 32-31, llegar a la final de la Recopa, perdiendo su primera final europea ante el equipo danés FC Midtjylland Handball (perdió 24-19 después de ganar el partido de ida en casa 23-22) y poniendo el broche final a una excelente temporada ganando su primera Liga femenina tras vencer a doble partido al Issy Paris Handball por 22-21 y 31-24, tras haber sido también las mejores en la liga regular. Para la temporada 2015/16, hace su debut en la liguilla de grupos de la Champions League con este club.

### Bera Bera
Tenía contrato con el club francés hasta el 31 de diciembre de 2015, pero por motivos personales decidió dejar el equipo y fichar por el Bera Bera. Comenzó a entrenar con el equipo en enero, ganando desde entonces la Copa de la Reina de Balonmano y la División de Honor de balonmano femenino. A finales de mayo de 2016 anunció su retirada del balonmano para dedicarse a otros proyectos profesionales, como su empresa London717.

## Selección nacional

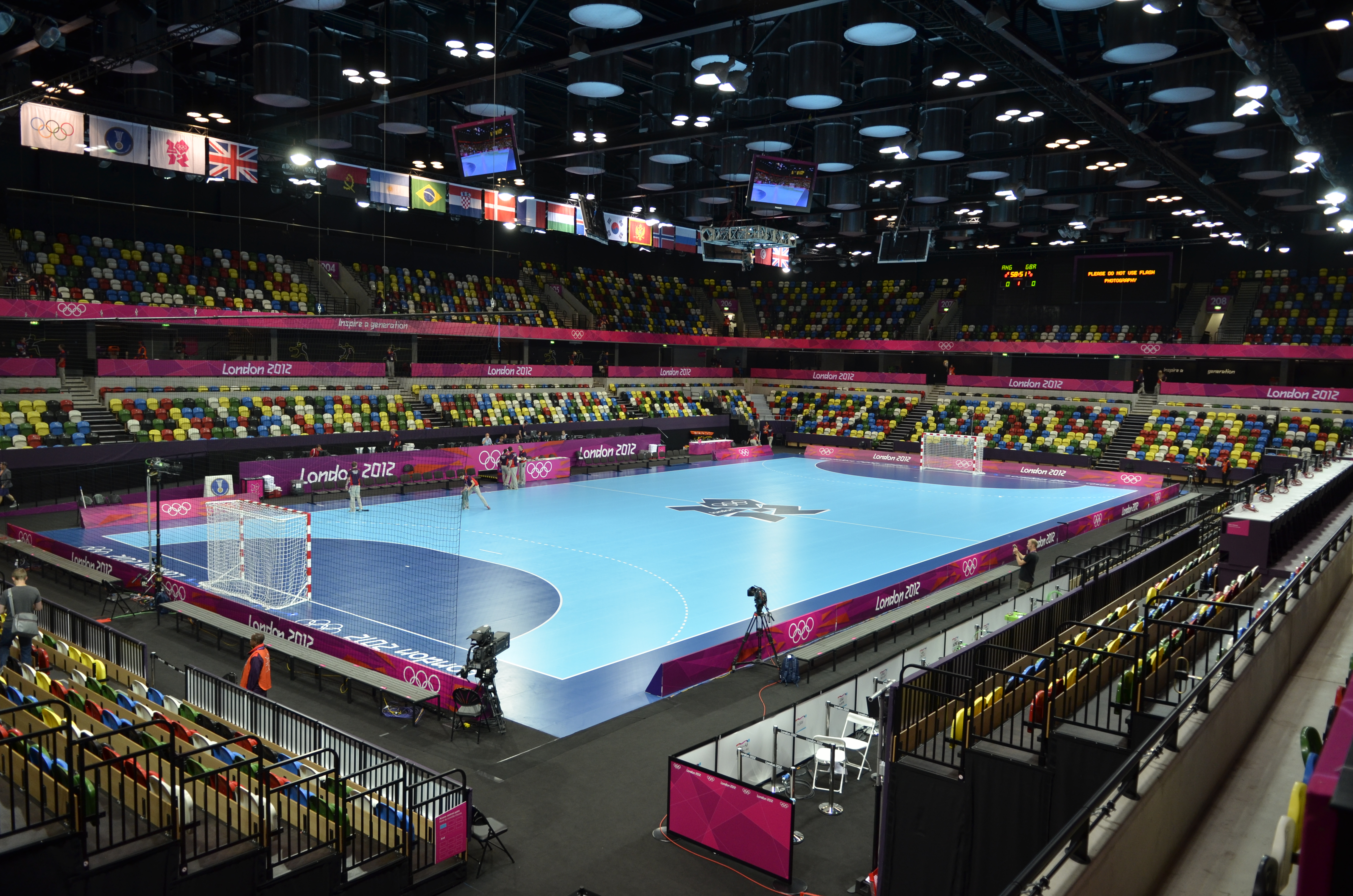
Copper Box, sede de la fase de grupos de los Juegos Olímpicos de Londres 2012.

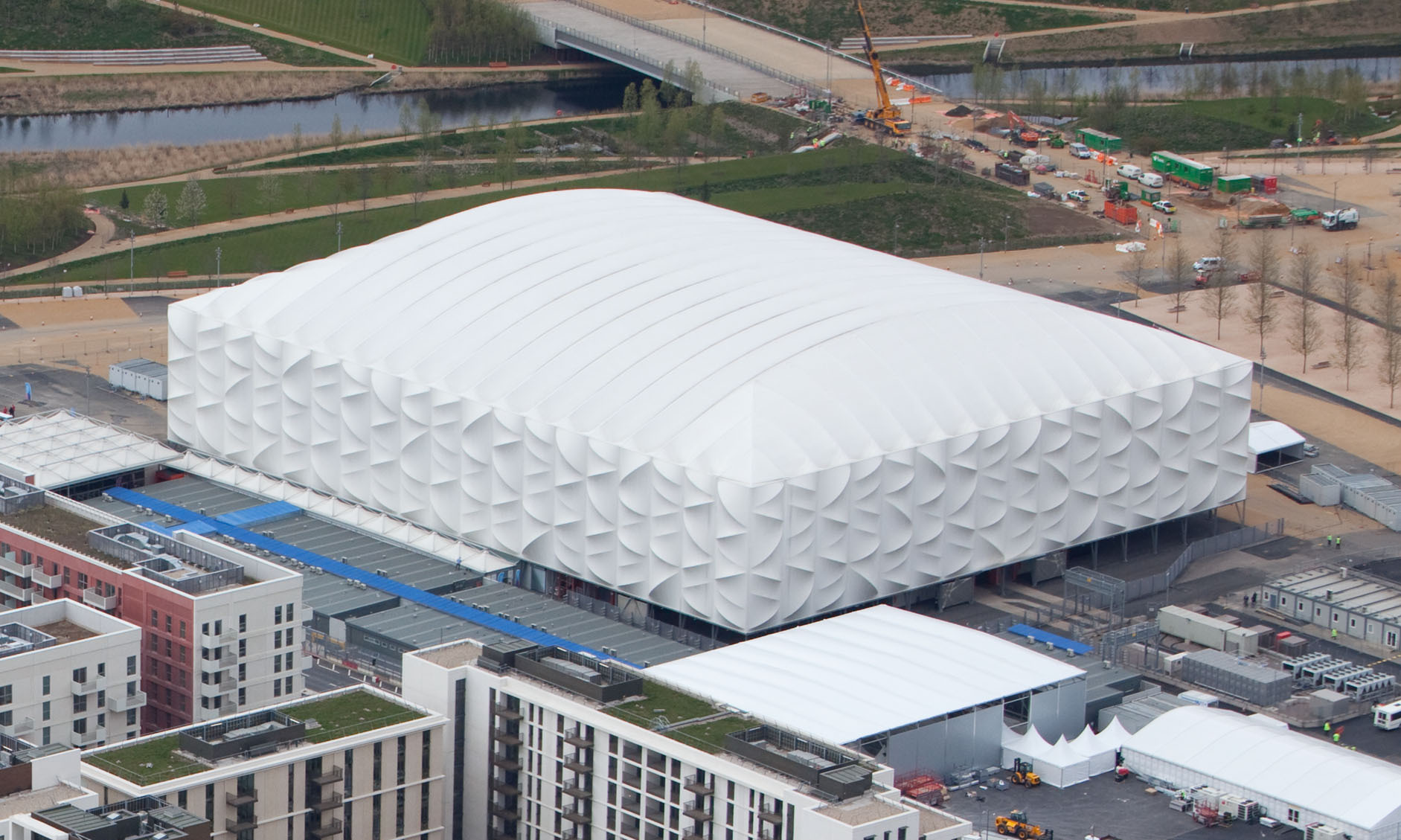
Basketball Arena, sede de las semifinales y finales.

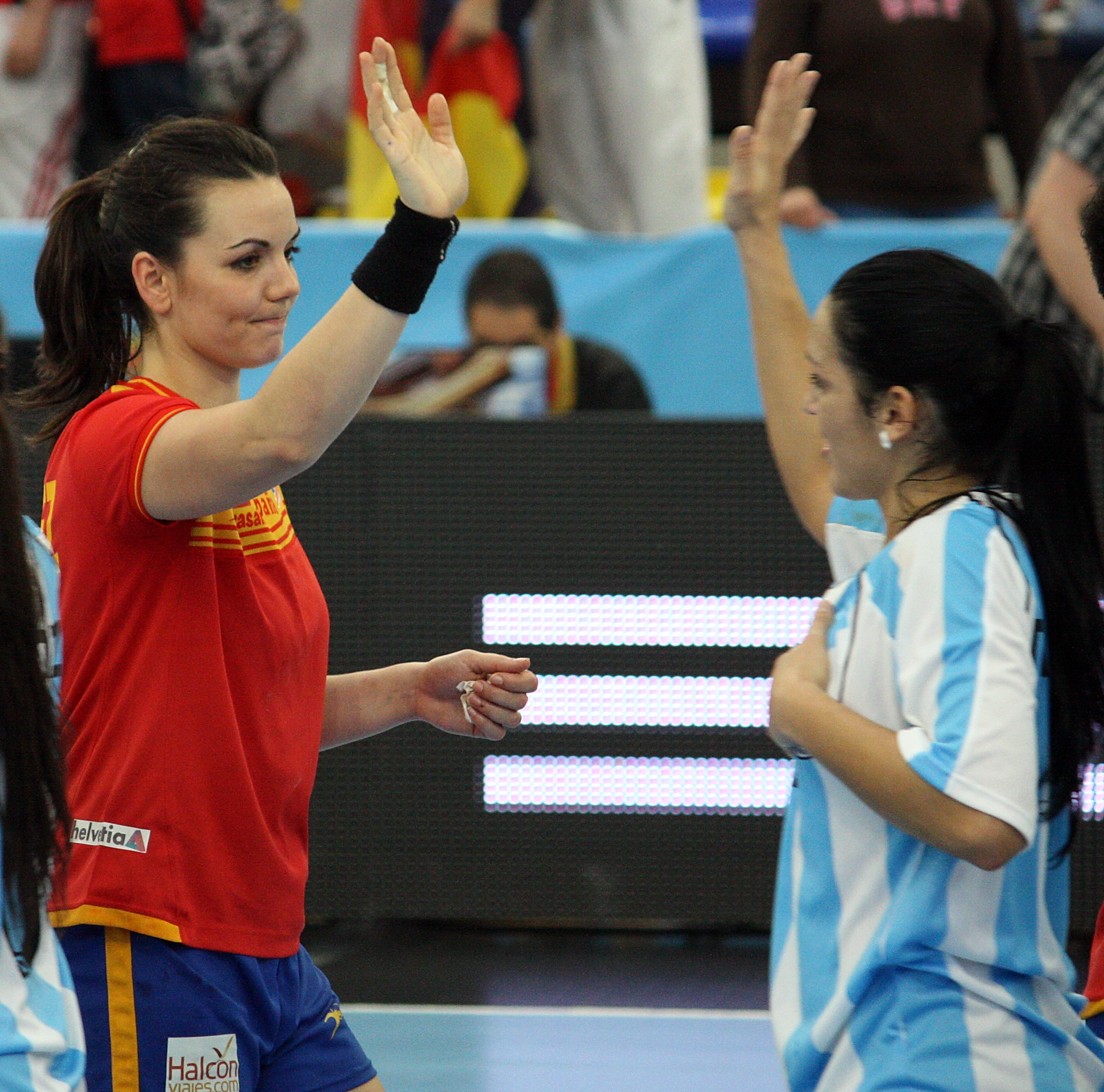
Beatriz contra Argentina en el Torneo Preolímpico.

Ha sido internacional con la Selección femenina de balonmano de España en 139 ocasiones y ha anotado 310 goles. De esa manera es la duodécima jugadora con más internacionalidades en la historia de la selección. También ha disputado 37 partidos con la Selección nacional Junior, con la que ha marcado 163 goles. Con la Selección Juvenil disputó 19 encuentros en los que anotó 71 goles.
Fue seleccionada para participar en el Campeonato Mundial Femenino de Balonmano de 2007. La primera fase las enfrentó a Congo, Japón y Hungría y pasaron como segundas de grupo tras empatar ante las húngaras y ganar sus otros dos partidos. En la siguiente fase comenzaron perdiendo ante Alemania y Rumanía. Después ganaron a Corea del Sur y se enfrentaron en el último partido ante las ya eliminadas, Polonia, para conseguir el pase a los cuartos de final, sin embargo perdieron 29-30 y fueron eliminadas.
En el Campeonato Europeo de Balonmano Femenino de 2008 comenzaron empatando dos partidos, ante Noruega y ante Ucrania, pero pasaron como segundas de grupo tras las noruegas. En la segunda ronda, sin embargo, ganaron a Rumanía y Hungría, y perdieron ante Dinamarca, consiguiendo pasar a las semifinales ante Alemania. Fue un partido difícil pero vencieron por 32-29, aunque perdieron la final ante las favoritas, las noruegas, que solo habían cedido un empate ante las españolas en toda la competición.
En 2009 participó en el Campeonato Mundial Femenino de Balonmano de 2009 disputado en China. En la primera fase fueron primeras de grupo venciendo todos sus encuentros. En la siguiente ronda empataron ante Hungría, ganaron a Rumanía y fueron derrotadas por Noruega. Pasaron como segundas de grupo tras Noruega, y se enfrentaron en las semifinales ante Francia que las venció por 27-23. En la lucha por el bronce se volvieron a enfrentar a Noruega y fueron derrotadas por 26-31.
En el Campeonato Europeo de Balonmano Femenino de 2010 comenzaron perdiendo ante Rumanía. Después ganaron a Serbia, pero volvieron a perder, esta vez ante Dinamarca, terminando la primera fase como terceras de grupo. En la segunda fase consiguieron ganar a Rusia, pero perdieron los otros dos partidos, siendo eliminadas y terminando finalmente undécimas.
En 2012 fue seleccionada para formar parte del equipo nacional en el torneo celebrado en España que daba acceso a dos plazas para acudir a los Juegos Olímpicos de Londres 2012. España obtuvo una plaza y la otra fue para Croacia. También fue seleccionada para los Juegos Olímpicos, donde fueron terceras en el grupo B, tras Francia y Corea del Sur. Se enfrentaron en los cuartos de final a Croacia y ganaron por 25-22, clasificándose para las semifinales ante Montenegro, que había dado la sorpresa al eliminar a unas de las favoritas, Francia. El partido fue muy igualado, pero finalmente ganó Montenegro por 27-26. Sin embargo quedaba el partido por el bronce, que enfrentaba al equipo español contra las coreanas nuevamente. En la liga previa habían ganado las coreanas por 27-31, pero en esta ocasión se impusieron las españolas por 29-31.
En el Campeonato Europeo de Balonmano Femenino de 2012 celebrado a finales de año en Serbia, consiguieron pasar a la segunda liguilla, aunque en ella fueron últimas.
De nuevo fue convocada para el Campeonato Mundial de Balonmano Femenino de 2013 celebrado también en Serbia, donde defendían el tercer puesto de Brasil 2011. Pasaron la primera fase sin muchos problemas, tras ganar a Polonia, Argentina, Paraguay y Angola y tan sólo perder ante la potente Noruega. Sin embargo, en octavos de final volvieron a caer eliminadas otra vez ante Hungría (que ya les ganó en el Europeo pasado) por 28-21, cerrando así el campeonato en una discreta décima posición.
En 2014 es convocada al Campeonato Europeo de Balonmano Femenino de 2014 disputado conjuntamente en Hungría Y Croacia. Superaron la primera fase con pleno de victorias y puntos tras vencer a Polonia, Rusia y Hungría. Sin embargo en la Maind Round perdieron sus dos primeros partidos ante Noruega y Rumanía. Finalmente en el decisivo y último partido, lograron una impresionante victoria ante Dinamarca por 29-22 para pasar por segunda vez en su historia a unas semifinales de un Europeo. En las semifinales se vengaron de su derrota ante Montenegro en los JJOO ganando por un vibrante 19-18, pasando a su segunda final de un Europeo. En la final se volvieron a cruzar contra Noruega perdiendo por 28-25 y acabando finalmente con una gran medalla de plata. En el plano individual Bea, tuvo un destacado papel, anotando 10 goles en los 7 partidos que jugó. Además, pudo dedicar la plata a su padre, fallecido días antes del estreno de la competición.

### Participaciones en Juegos Olímpicos
| Mundial                          | Sede        | Resultado | Partidos | Goles |
| -------------------------------- | ----------- | --------- | -------- | ----- |
| Juegos Olímpicos de Londres 2012 | Reino Unido | Bronce    | 8        | 19    |

### Participaciones en Copas del Mundo
| Mundial                                          | Sede    | Resultado     | Partidos | Goles |
| ------------------------------------------------ | ------- | ------------- | -------- | ----- |
| Campeonato Mundial Femenino de Balonmano de 2007 | Francia | Décimo puesto |          |       |
| Campeonato Mundial Femenino de Balonmano de 2009 | China   | Cuarto puesto |          |       |
| Campeonato Mundial Femenino de Balonmano de 2013 | Serbia  | Décimo puesto |          |       |

### Participaciones en Campeonatos de Europa
| Mundial                                          | Sede                | Resultado    | Partidos | Goles |
| ------------------------------------------------ | ------------------- | ------------ | -------- | ----- |
| Campeonato Europeo de Balonmano Femenino de 2008 | Macedonia           | Subcampeona  | 8        | 22    |
| Campeonato Europeo de Balonmano Femenino de 2010 | Dinamarca y Noruega | Segunda fase | 6        | 6     |
| Campeonato Europeo de Balonmano Femenino de 2012 | Serbia              | Segunda fase | 6        | 18    |
| Campeonato Europeo de Balonmano Femenino de 2014 | Hungría y Croacia   | Subcampeona  | 7        | 10    |

## Estadísticas

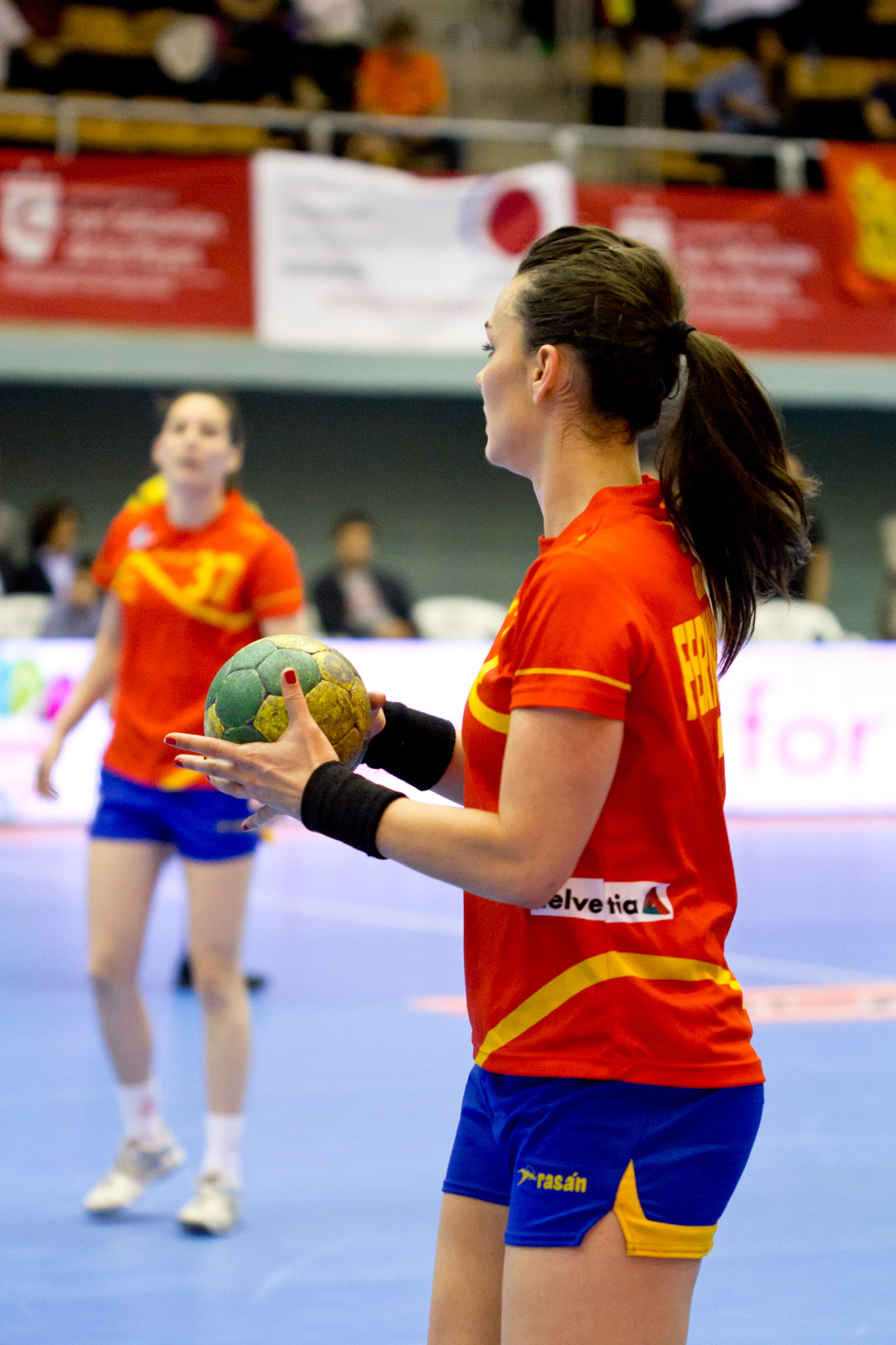
Beatriz con la selección española en 2013.

### Clubes
| Club                            | País    | Año     |
| ------------------------------- | ------- | ------- |
| Club Polideportivo Goya Almería | España  | 2005-06 |
| Balonmano Sagunto               | España  | 2006-08 |
| Club Balonmano Mar Alicante     | España  | 2008-10 |
| Balonmano Bera Bera             | España  | 2010-12 |
| CJF Fleury Loiret Handball      | Francia | 2012-15 |
| Balonmano Bera Bera             | España  | 2016    |

## Palmarés

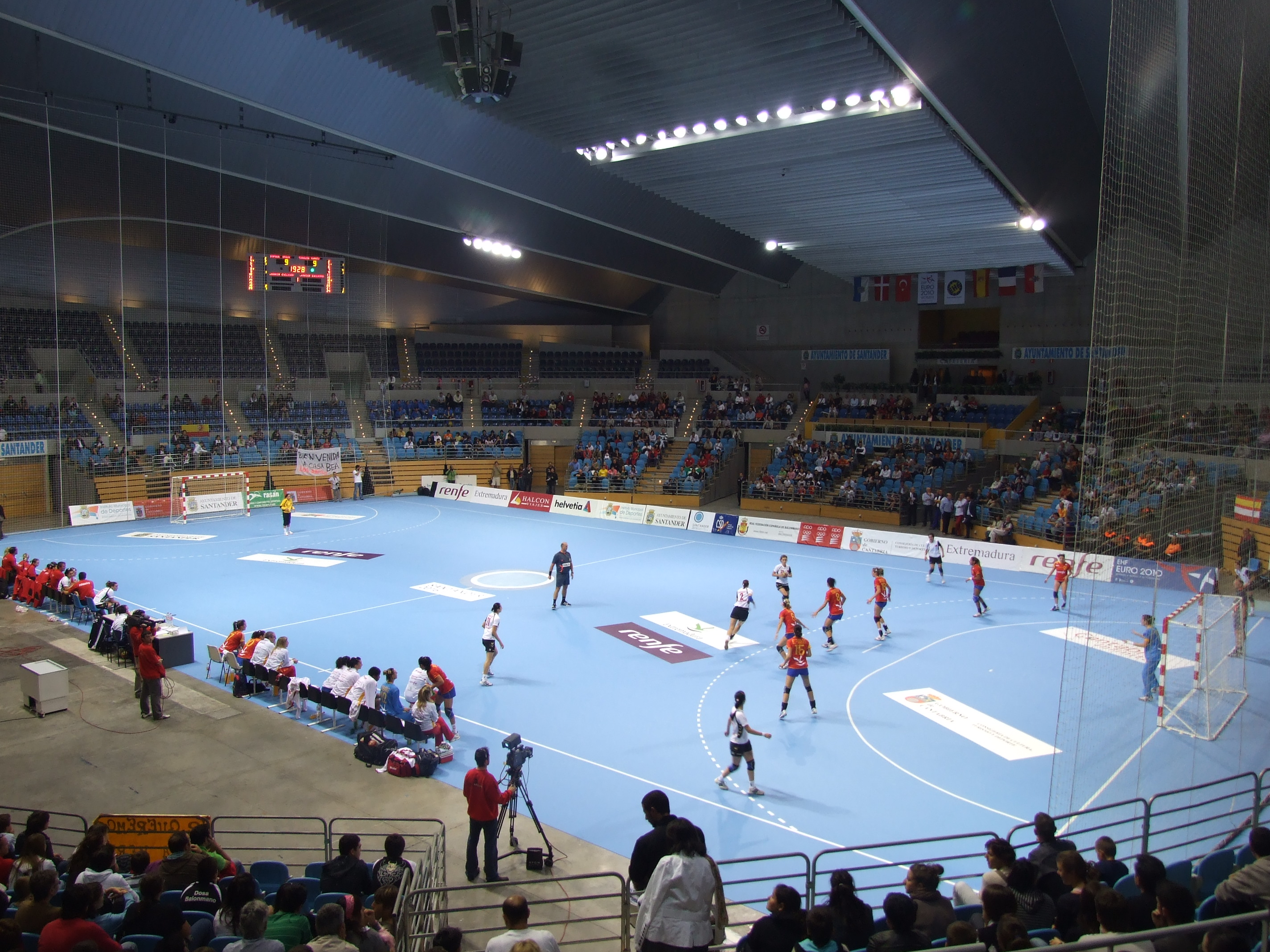
Selección española de balonmano femenino en Santander.

### Campeonatos nacionales
| Título                                  | Club                | País    | Año     |
| --------------------------------------- | ------------------- | ------- | ------- |
| Copa de la Reina de Balonmano           | Balonmano Sagunto   | España  | 2008    |
| Copa ABF                                | Balonmano Sagunto   | España  | 2007–08 |
| Copa de Francia femenina                | CJF Fleury          | Francia | 2013–14 |
| Copa de la Liga Femenina                | CJF Fleury          | Francia | 2014–15 |
| Liga francesa femenina                  | CJF Fleury          | Francia | 2014–15 |
| Copa de la Reina de Balonmano           | Balonmano Bera Bera | España  | 2016    |
| División de Honor de balonmano femenino | Balonmano Bera Bera | España  | 2015-16 |

### Copas internacionales
| Título                         | Club                                      | País              | Año  |
| ------------------------------ | ----------------------------------------- | ----------------- | ---- |
| Plata en el Campeonato Europeo | Selección femenina de balonmano de España | Macedonia         | 2008 |
| Bronce en los Juegos Olímpicos | Selección femenina de balonmano de España | Reino Unido       | 2012 |
| Plata en el Campeonato Europeo | Selección femenina de balonmano de España | Croacia y Hungría | 2014 |